# Кваву
Кваву (окваву, акваву, акоаву, аква’у, квау, кваху, квейя)  — народ группы акан. Проживают в республике Гана. Общая численность составляет 468 тыс. человек .
Основные занятия — ручное земледелие, разведение мелкого рогатого скота и домашней птицы, кузнечество, ткачество, гончарство, плетение, резьба по дереву.